# ヴァルヴァゾーネ・アルゼネ
ヴァルヴァゾーネ・アルゼネ（伊: Valvasone Arzene）は、イタリア共和国フリウリ＝ヴェネツィア・ジュリア州ポルデノーネ県にある、人口約4,000人の基礎自治体（コムーネ）。
2015年1月1日、アルゼネとヴァルヴァゾーネが合併して発足した。

## 地理

### 位置・広がり
ポルデノーネ県南東部のコムーネである。括弧内のUDはウーディネ県所属を示す。

#### 隣接コムーネ
- カザルサ・デッラ・デリーツィア
- コドローイポ (UD)
- サン・ジョルジョ・デッラ・リキンヴェルダ
- サン・マルティーノ・アル・タリアメント
- サン・ヴィート・アル・タリアメント
- セデリアーノ (UD)
- ゾッポラ

### 地震分類
ヴァルヴァゾーネ・アルゼネにおけるイタリアの地震リスク階級 (it) では、zona 2 (sismicità media) に分類される。

## 文化・観光
「イタリアの最も美しい村」加盟コムーネである。